# 安平區
22°59′41″N 120°10′07″E / 22.994661°N 120.168515°E
安平區位於臺灣臺南市西南部，是臺南市政府永華市政中心及臺南市議會永華議事廳所在地，與新營區共為臺南市的行政中心。地理位置北以鹽水溪和安南區為界，東以台南運河及民權路、中華西路與中西區相鄰，南則隔台南運河與南區毗鄰，西臨台灣海峽，也因為安平區四周被台灣海峽（西）、鹽水溪（北）、台南運河（東、南）環繞，對外皆須以橋樑相連，固以市政府周遭為發展中心的新市區素有「安平島」之稱。區內北端為老安平聚落，為漢人最早開發地之一，在荷蘭時期時這裡建有大員市鎮，是臺灣最古老的市鎮，而「臺灣」之名也起源於「大員」（荷蘭語：Tayouan），因此此區可說是臺灣近代歷史的起源地。

## 歷史

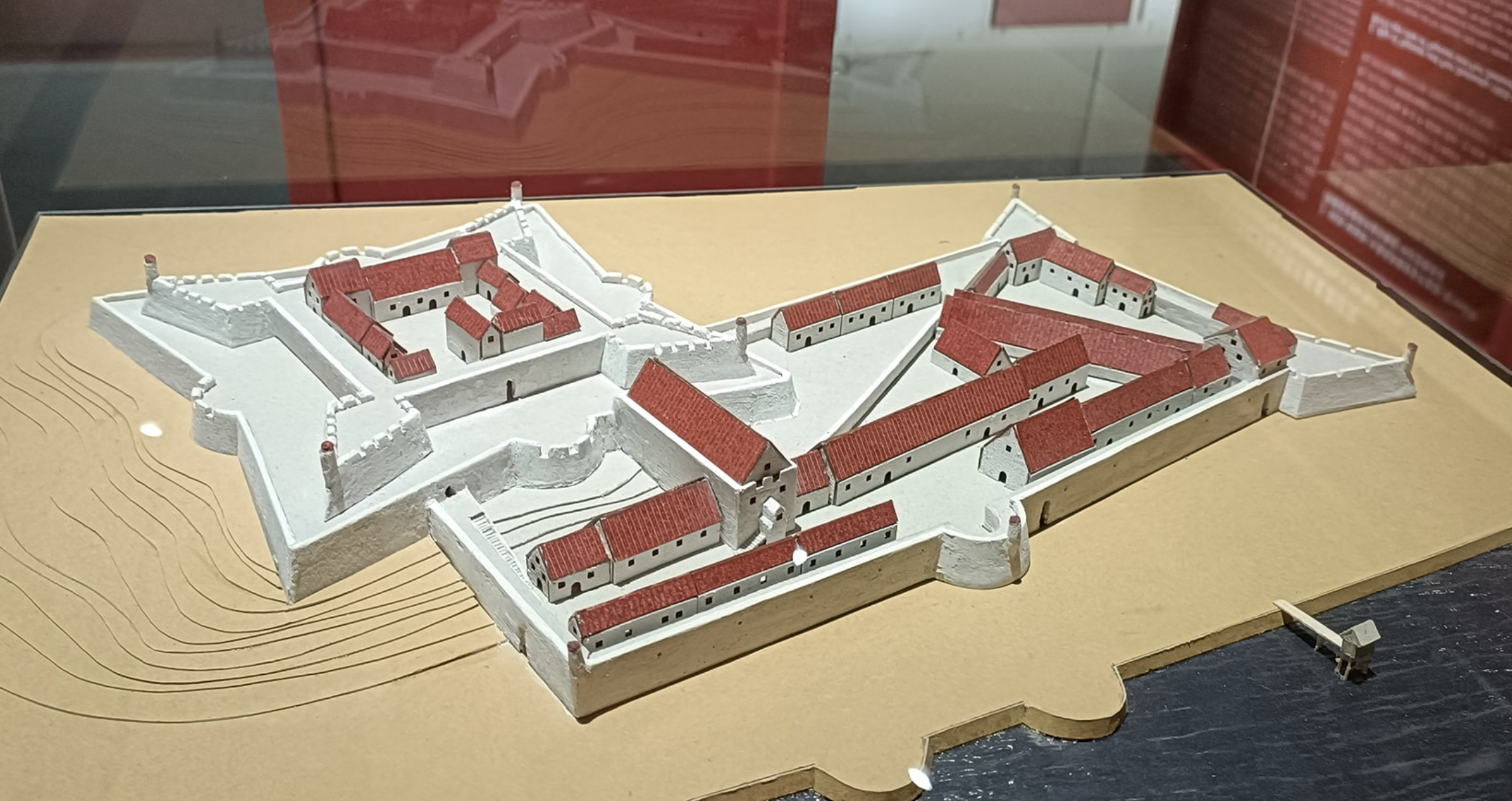
熱蘭遮城復原模型
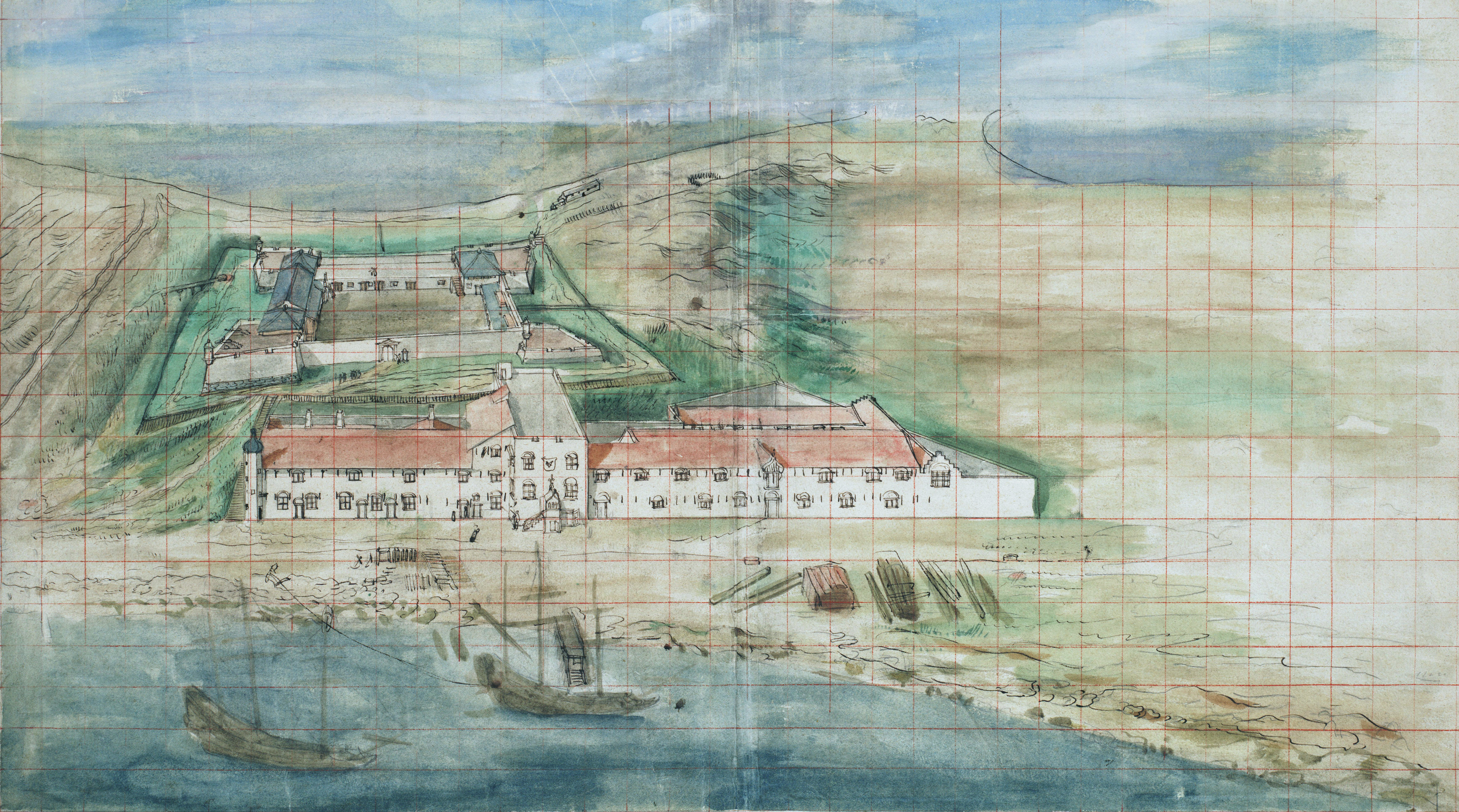
《熱蘭遮城與長官官邸鳥瞰圖》約翰‧芬伯翁
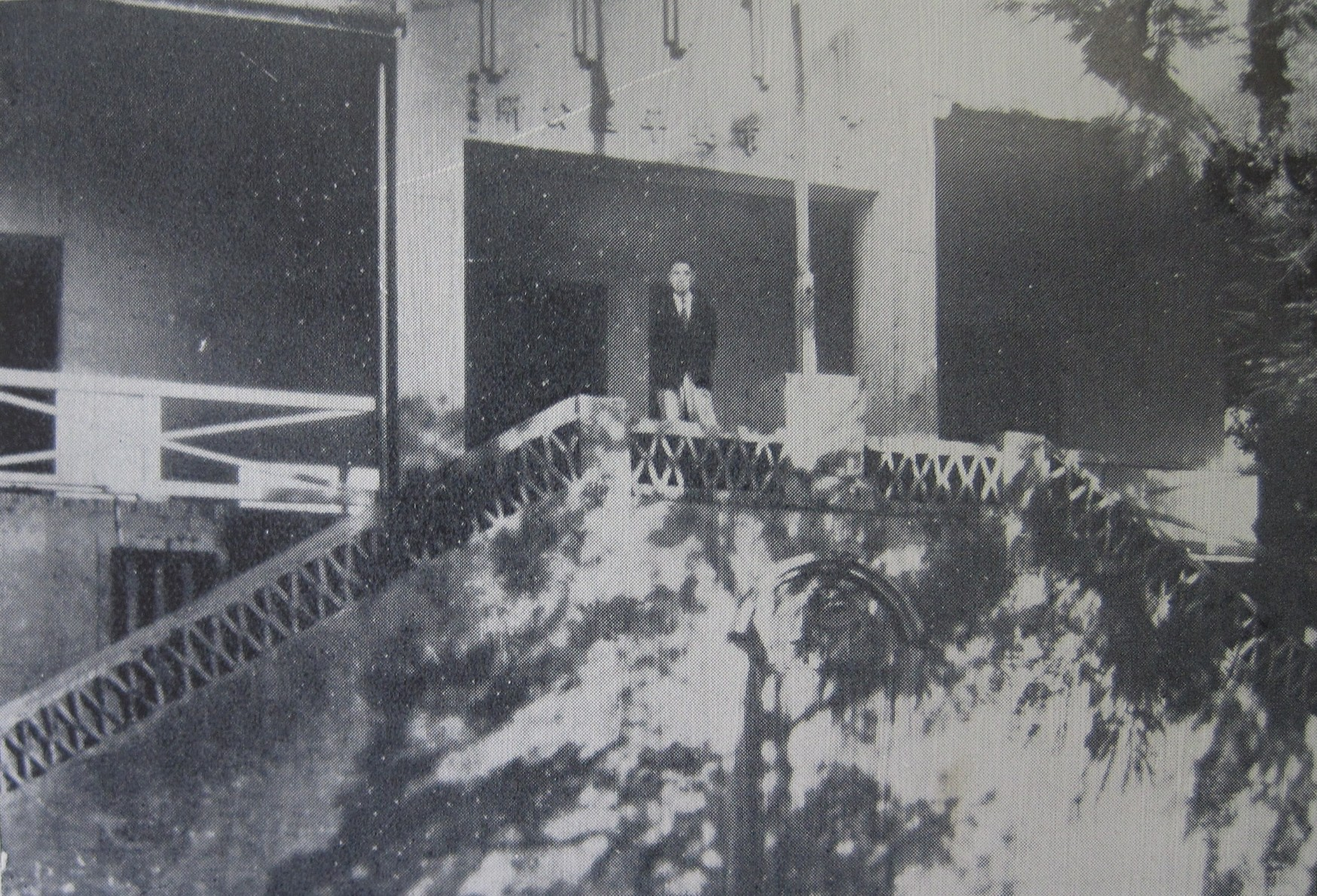
1950年代的安平區公所（今熱蘭遮城博物館）

安平在荷蘭時期之前已被稱為「大員」、臺灣，例如《東番記》。上鯤鯓等沙洲是位於下林仔（今臺南市南區夏林路一帶，荷蘭時期的克利〔Celij〕森林）的大員社（Tayouan）狩獵之地，並建有簡單的草寮。
而在明朝中葉之後，未受明朝直接統治的安平一帶了聚集明朝和日本的走私客，以及葡萄牙、西班牙與英國等歐洲商人互相或與平埔族進行貿易，因而在今安平延平街形成市街。不過當時市街的長度似乎只有從今天延平街104巷往東到石門國小而已，至於往西的部分則在今周龍殿處設有仲裁所來處理商業糾紛，而當無法解決時，則在仲裁所與上鯤鯓沙崙之間的決鬥場解決。
1604年荷蘭東印度公司派遣韋麻郎到澎湖時，他除了派人到廈門與明朝交涉通商事宜外，也派人到安平海域尋找其他的良港。1624年荷蘭東印度公司放棄澎湖，搭乘熱蘭遮號商船至福爾摩沙大員建立奧蘭治城（兩年後更名為熱蘭遮城）。1661年3月，鄭成功發動攻臺之役（此時鄭的文獻已稱大員為臺灣），5月尚未擊退荷蘭前即在此處設置行政區劃，將大員設為承天府安平鎮，名稱取自鄭的故鄉福建省南安縣安平鎮，此處之後亦為鄭氏王朝王城所在。
1683年清朝派施琅擊潰鄭氏王朝，承天府改為臺灣府臺灣縣。康熙61年（1722年）平定朱一貴起義後將此處更名為効忠里，此名稱一直沿用至台灣日治時期的1898年。1898年6月臺灣行政區劃改為三廳三縣，此處改為臺南縣臺南辦務署外宮後街支署安平區效忠里，1911年改為臺南廳安平支廳安平區，1914年4月安平支廳併入廳直轄。1920年效忠里拆分為臺南州臺南市安平、上鯤鯓（大字）以及臺南州新豐郡永寧庄下鯤鯓，1936年下鯤鯓併入臺南市，安平改為安平區、上下鯤鯓併為鯤鯓區。
1945年中華民國政府接收日本台灣總督府轄區後，原上鯤鯓與安平併為臺灣省臺南市安平區，2010年臺南縣市合併為臺南市後轄區不變。

## 地理
除安平舊社區外，安平區大部分土地皆為臺江內海淤積所形成的海埔新生地及市地重劃後填土所產生，日治時期後，淤積更為嚴重，遂修築臺南運河供城內船隻進出安平舊港，淤積後部分之新生地初期則供給養殖漁業使用，故安平區尚未進行市地重劃填土前，須乘坐竹筏方能到達各鯤鯓。
現行行政區主要由安平舊社區、三鯤鯓及臺南市第五期市地重劃區所形成，其中安平舊社區與三鯤鯓之間的原有的陸地連接道路，因為安平新漁港開闢的關係，已經挖除為港區海域，三鯤鯓地區（漁光里）目前並無與臺南市區陸地相連，成為安平港區間的小島，主要的對外道路倚賴位於健康路末端與億載金城之間，新闢建的漁光大橋（於2009年8月通車）。其包含過去的一鯤鯓（含舊社區）、三鯤鯓（億載金城南邊對岸處，今秋茂園所在處，目前原址部分已成為安平新漁港漁船進出港區）以及二鯤鯓（億載金城至安平國中一帶）和與臺南運河圍繞之新生地、重劃地產生之臺南市第五期市地重劃區。

### 新舊之分

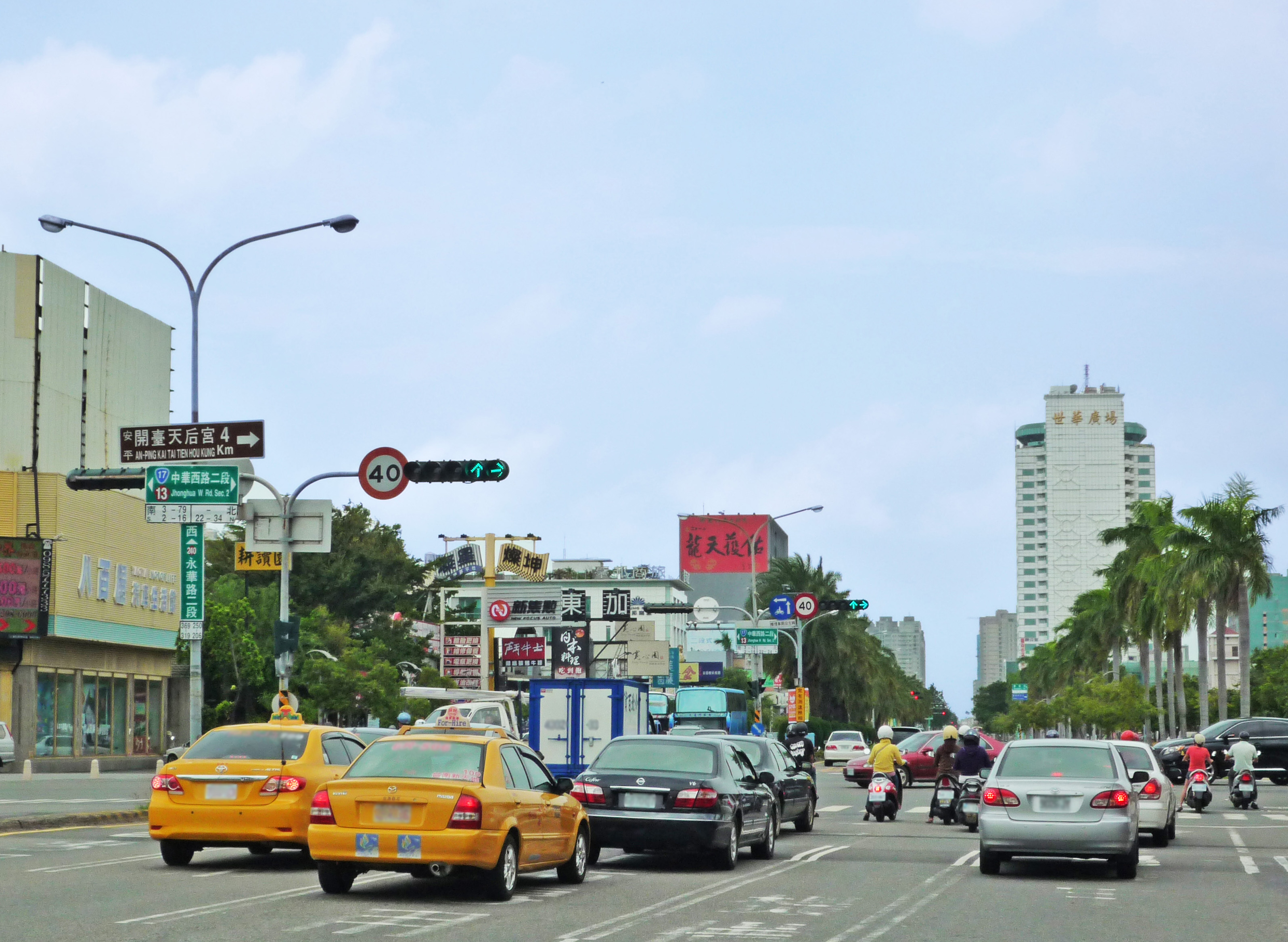
五期重劃區內的永華路與中華西路口

二戰後時期的安平區，係合併日治時期的臺南市直轄的「安平」、「上鯤鯓」兩個大字而來，沿續至今產生「舊安平」、「新安平」的差別。
一般語境下所稱的安平，僅單指舊安平。其為歷史悠久、古蹟眾多的知名觀光區。自清代以來，安平由6個社（角頭）組成，分別是海頭社、王城西社、灰窯尾社、港仔尾社、十二宮社、囝仔宮社。
老安平聚落旁有安平舊港，清治時期至日治初期曾為南臺灣第一大港，今已封淤；而上鯤鯓即所謂的新安平，為台江內海遺跡，自清治時期以來逐漸轉為魚塭使用。1979年的都市計畫中，確立填平魚塭以擴大市區的方針，稱為「臺南新市區」，並編為臺南市第五期市地重劃區，衍生五期成為當地俗稱的地名。1997年將市政府與市議會遷至五期，與舊安平相隔臺南運河。2009年5月18日起，安平區公所亦由安平，搬遷至五期的區政大樓辦公。2000年代，在安平6社的基礎上，再新增3個社。除了三鯤鯓原屬南區外，華平社、興和宮社、億載社3社均位於新安平（五期）。
另安平區西南端與鄰近的南區設有安平工業區與安平港（大部分工業區及實際港口位置設於南區，安平區之三鯤鯓為新港北防波堤、南區之四鯤鯓為新港南防波堤），臺南人另稱工業區或安平工業區以便與安平區區別，而安平商港又稱新港口、安平新港，與舊港區別。

### 人口
根據臺南市安平戶政事務所及臺南市政府民政局統計，2024年底安平區戶數計有30,311戶，人口計有70,321人，其中男性人數為32,977人，女性人數為37,344人，性別比約為88.31，是臺南市性別比最低的行政區。區內人口最多與最少的里分別是國平里與漁光里，2024年底兩里人口分別為11,107人與415人，其中國平里也是臺南市人口第一大里，截止至2025年3月，國平里人口達 70829 人。安平區人口年齡構成在2024年底時，有11.36%是0至14歲人口，73.68%是15至64歲人口，14.97%是65歲以上人口，是臺南市青壯年人口比例最高、老年人口比例最低的行政區。

## 政治

### 臺南市政府

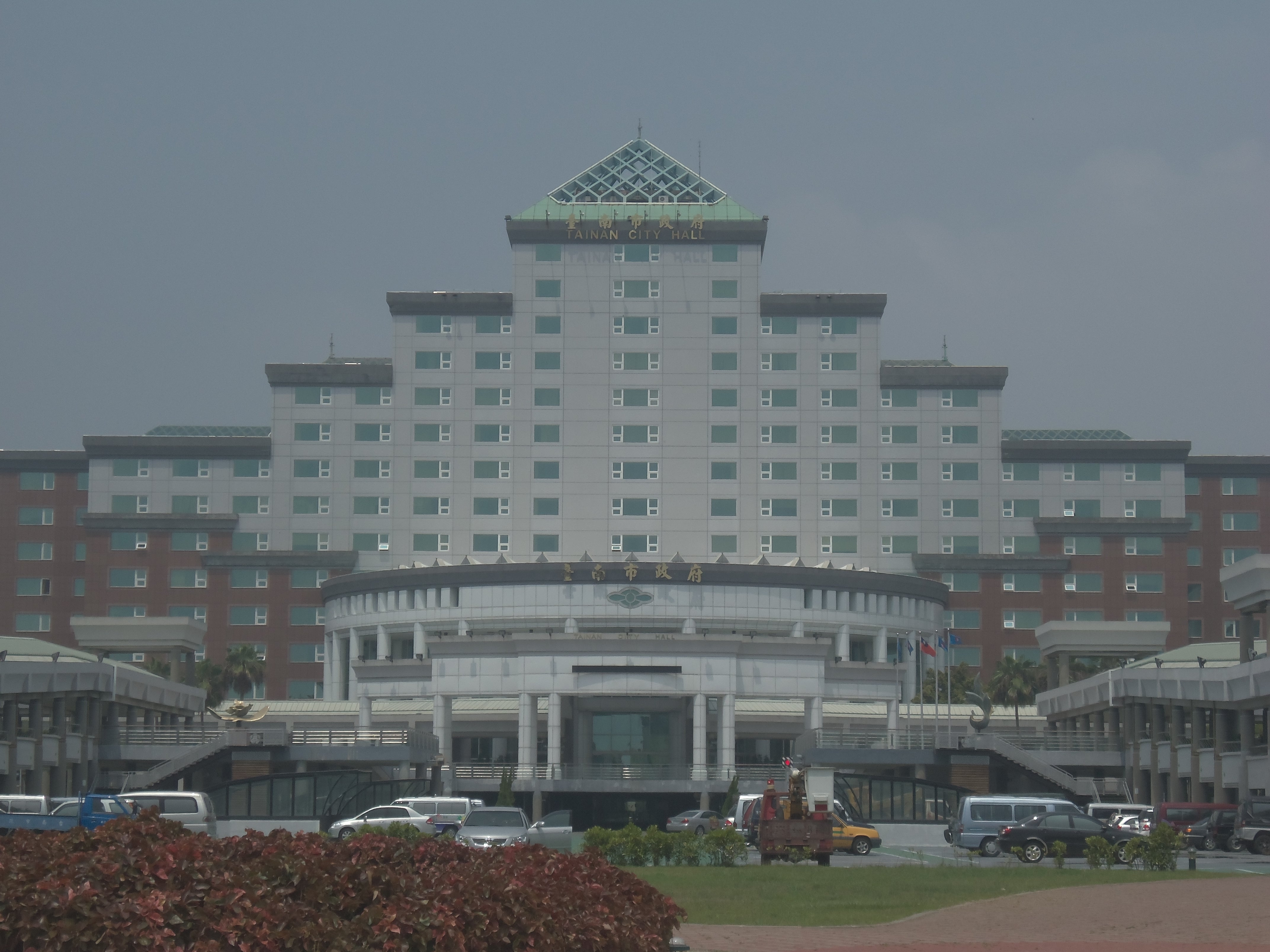
臺南市政府永華市政中心

- 臺南市政府永華市政中心
- 臺南市議會永華議事廳
- 臺南市政府消防局永華辦公室
- 臺南市政府警察局第四分局
- 臺灣臺南地方法院
- 臺灣臺南地方檢察署
- 法務部調查局臺南市調查處

### 歷任首長

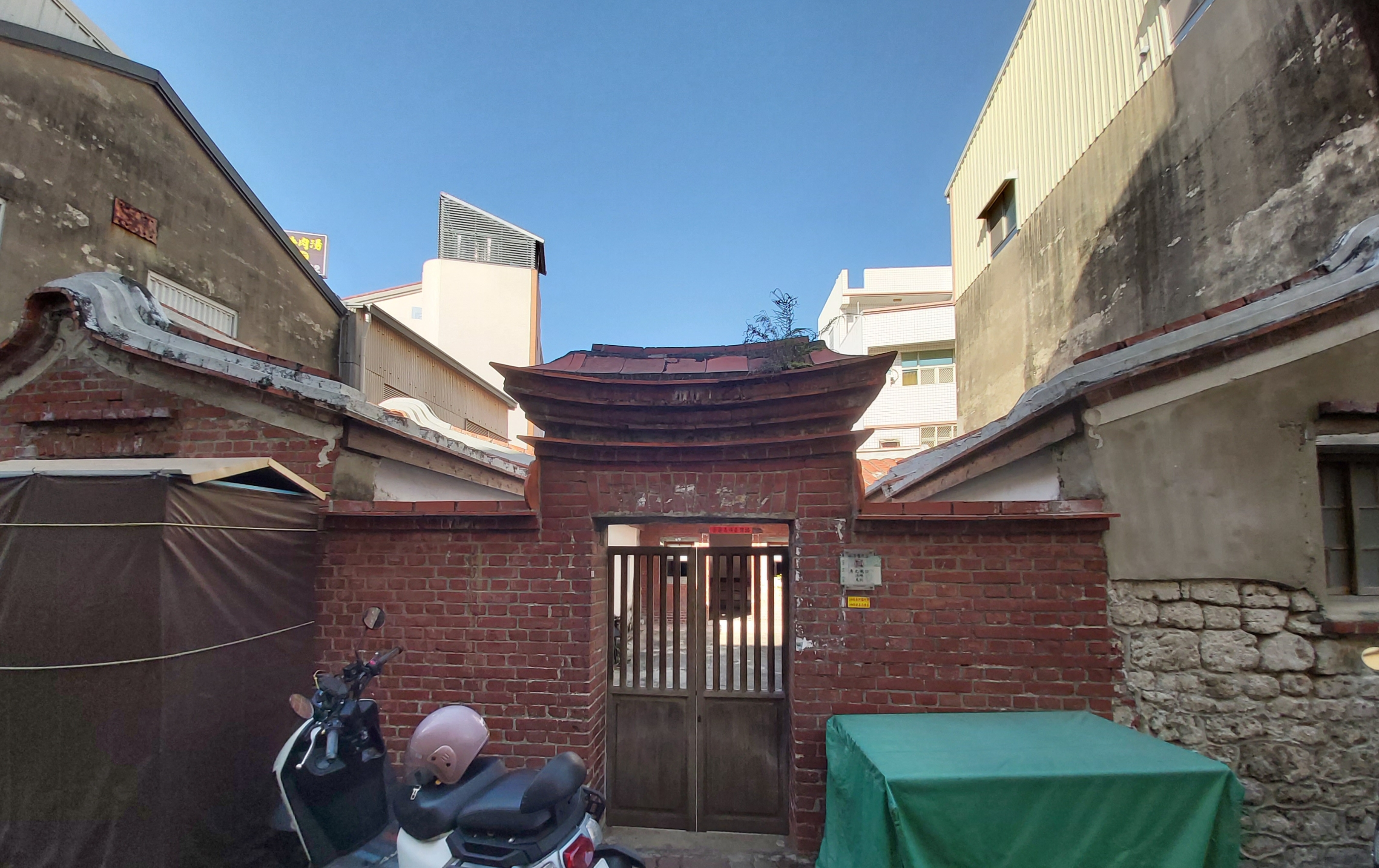
第二任安平區區長林勇（1904年—1992年）於觀音街86號的故居

| 任 別    | 姓 名  | 任 期               |
| -------- | ------ | ------------------- |
| 第一任   | 張長庚 | 民國34.12 - 36.05   |
| 第二任   | 林 勇  | 民國36.06 - 39.03   |
| 第三任   | 陳恆修 | 民國39.04 - 39.10   |
| 第四任   | 翁朝安 | 民國39.10 - 45.03   |
| 第五任   | 鄭天生 | 民國45.04 - 51.01   |
| 第六任   | 林丁清 | 民國51.02 - 57.10   |
| 第七任   | 顏基瑞 | 民國57.10 - 64.01   |
| 第八任   | 張朝賡 | 民國64.01 - 67.11   |
| 第九任   | 林朝源 | 民國68.03 - 69.10   |
| 第十任   | 顏聰興 | 民國70.02 - 72.12   |
| 第十一任 | 林清標 | 民國72.12 - 76.07   |
| 第十二任 | 周文雄 | 民國76.07 - 76.08   |
| 第十三任 | 李啟繁 | 民國76.09 - 87.07   |
| 第十四任 | 鄭明智 | 民國87.08 - 89.01   |
| 第十五任 | 劉春輝 | 民國89.01 - 92.01   |
| 第十六任 | 郭瑞源 | 民國92.01 - 94.02   |
| 第十七任 | 林國明 | 民國94.02 - 104.06  |
| 第十八任 | 賴青足 | 民國104.06 - 110.08 |
| 第十九任 | 蕭泰華 | 民國110.08 -現任    |

### 區政組織

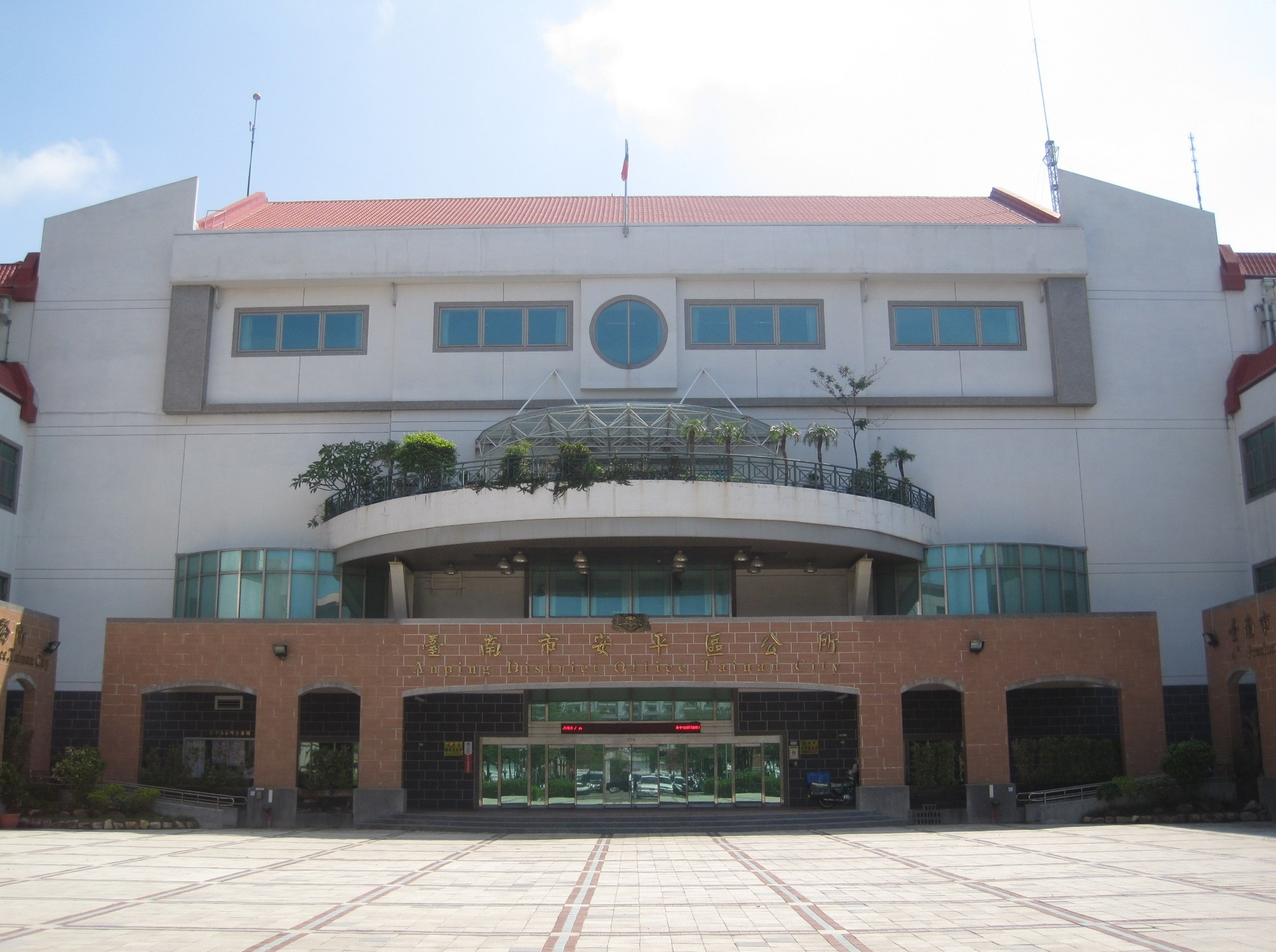
安平區公所

安平區公所是臺南市政府在安平區的派出機關，在中華民國政府架構中為市政府綜理區政的執行機關，上級業務監督機關為臺南市政府。区长由市長任命，其任期為無任期保障。在區長及秘書之下，設有5課3室等8個內部單位。

### 行政區
安平區的行政區劃轄有天妃里、王城里、平安里、平通里、金城里、文平里、育平里、華平里、怡平里、國平里、漁光里、億載里、建平里等13里，共計298鄰。

## 民俗文化

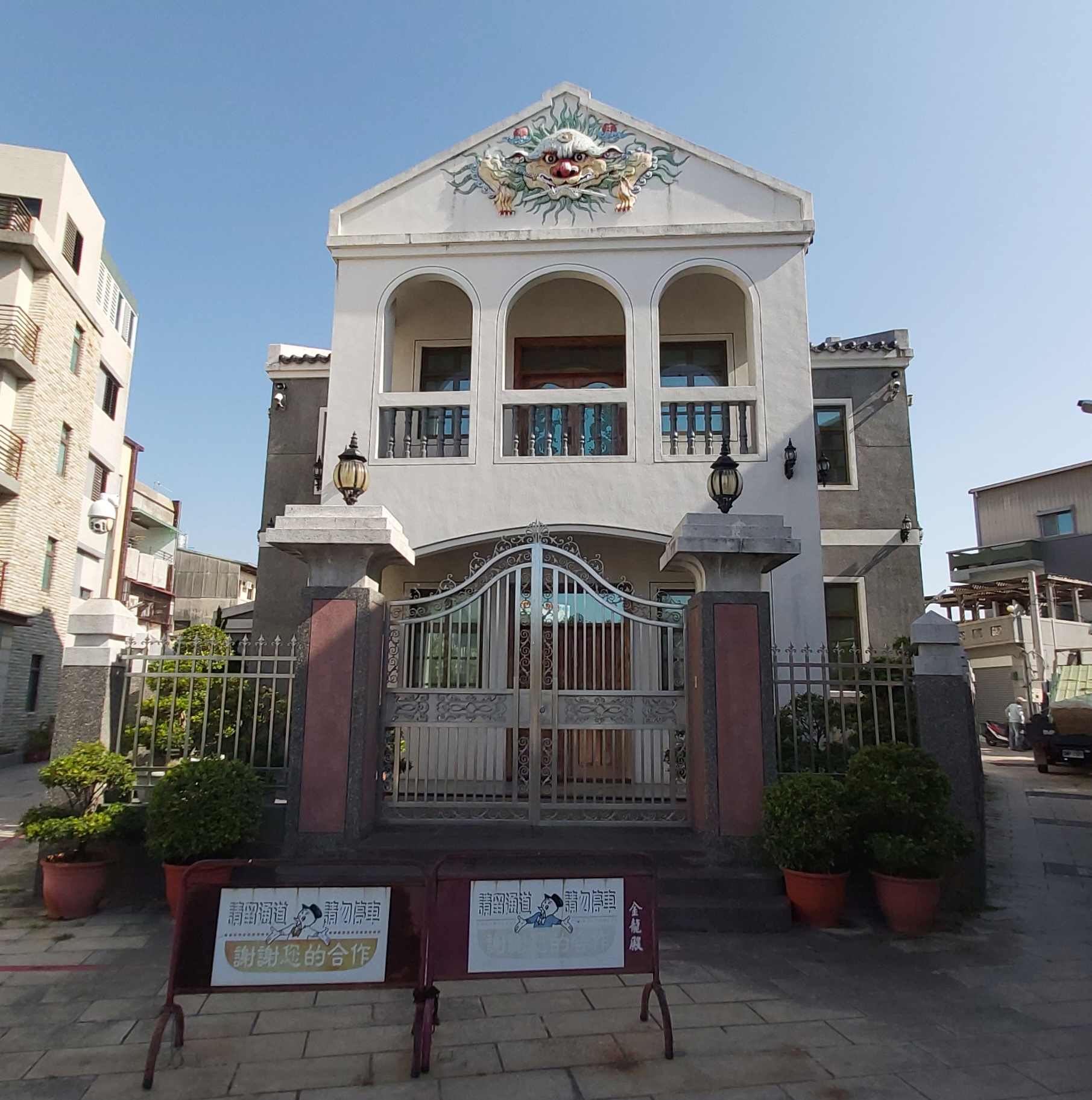
民宅上的「炫彩神獅」劍獅

安平區三百餘年來，歷經荷蘭、明鄭、清朝，及日治各時期，滄桑屢經，變革相乘，可是安平的舊街道市仔街，依然保持著若干清代古老房屋的建築，許多古時居民的習俗，在安平仍沿襲著，較臺南市猶為守舊。比方安平劍獅、安平風獅爺與臺南市區內已漸式微的擋煞用「刀劍屏」，在安平仍可見。其為住宅在庭院（埕斗）對著門口處，立一木屏風，上畫獅頭（口含劍）、八卦，屏風上插有木製刀劍戟五支至七支，它與「石敢當」一樣，是作為擋煞用的。

### 宗教場所
- 安平天后宮
- 安平觀音亭
- 安平城隍廟
- 安平文朱殿
- 妙壽宮
- 佛光山南台別院
- 台灣基督長老教會台南中會
  - 安平教會
  - 十二石教會

## 教育

### 高級中學
- 國立臺南高級海事水產職業學校
- 臺南市私立慈濟高級中學（附設國中部以及國小部）

### 國民中學
- 臺南市立安平國民中學
- 臺南市立金城國民中學

### 國民小學
- 臺南市安平區安平國民小學
- 臺南市安平區石門國民小學
- 臺南市安平區西門實驗小學
- 臺南市安平區億載國民小學
- 臺南市安平區億載國民小學漁光分校
- 臺南市安平區新南國民小學
- 臺南市私立慈濟高級中學附設國民小學

### 特殊教育機構
- 臺南市私立瑞復益智中心

## 交通

台南市安平路一隅

每逢年節及假日期間進入安平舊社區之車輛頗多，除依賴安平路→民生路通往市區之外，假日建議採用四草大橋往北，或從安億橋往南經過五期重劃區為建議路線，避開塞車路段。近年已有規劃臺南捷運的構想。市府也為了安平地區交通問題，已規劃於城平路與永華路二段間興建「安平跨港大橋」來紓解交通。
四草大橋與漁光大橋為安平區內兩跨港大橋，四草大橋位鹽水溪西流至安平附近，與嘉南大圳匯流進入臺灣海峽，而四草大橋橫跨其上（一鯤鯓西段），直通安南區鹿耳門，可於橋頂觀賞潟湖生態及觀賞臺灣十大美景-安平夕陽；漁光大橋則跨接三鯤鯓與五期重劃區，往北可達秋茂園，但目前已無道路直通安平舊社區（一鯤鯓）。

### 港埠
- 安平港

### 道路

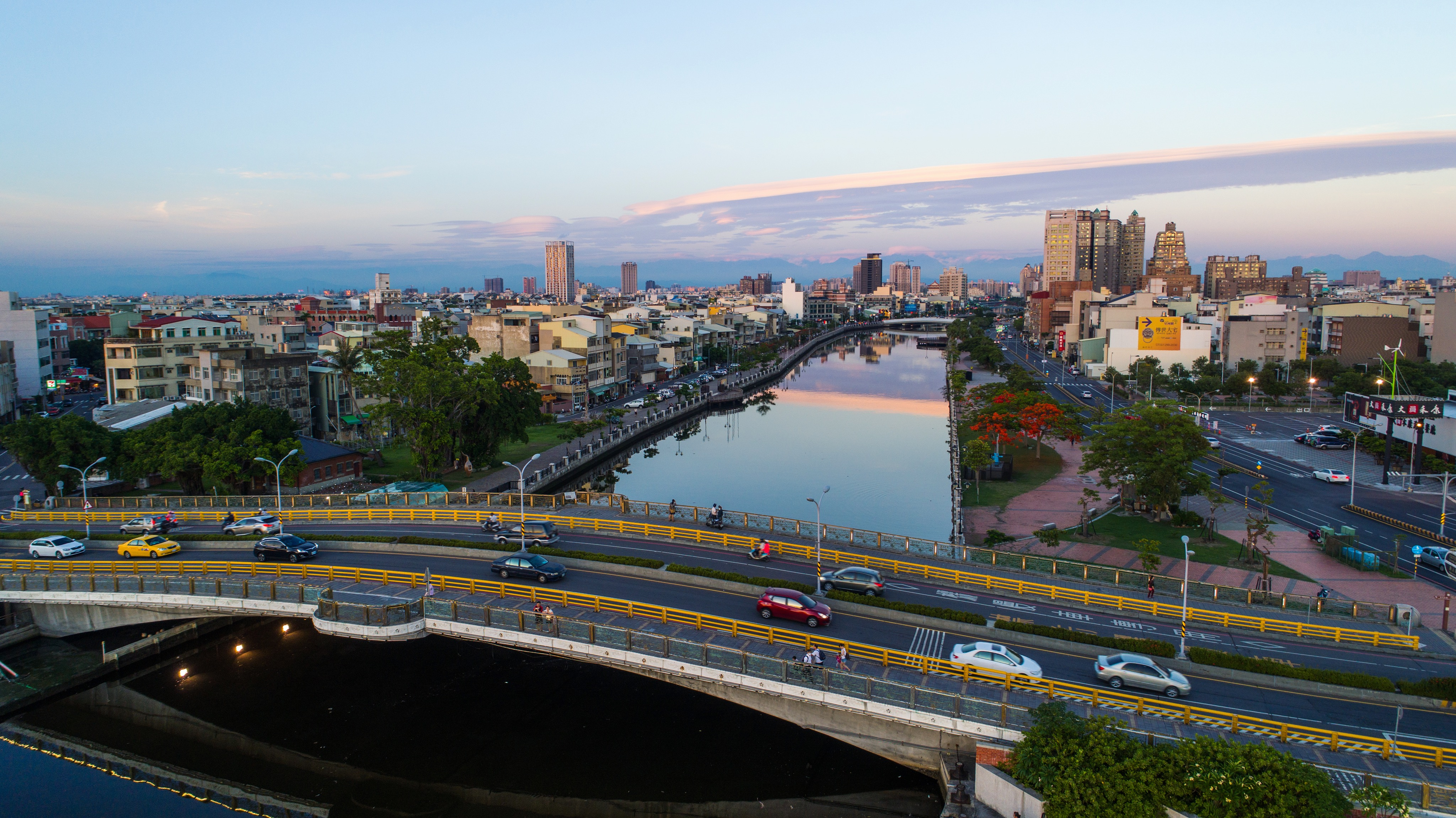
安平區安億橋

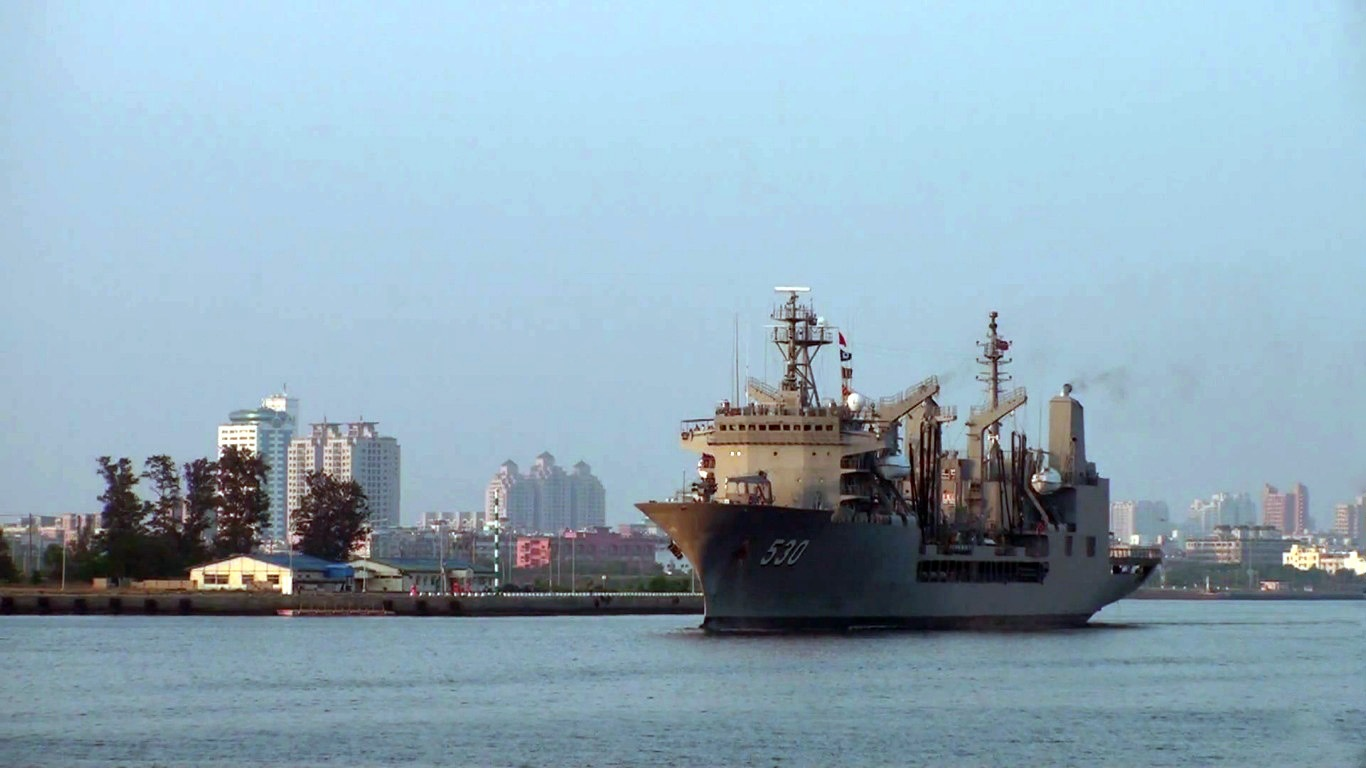
自安平港出港中的中華民國海軍武夷號油彈補給艦

- 台17線（中華西路）

### 快速公路
- 台61線（規劃中）

### 大台南公車
| 編號     | 路線                                           | 營運業者 | 備註                                                  |
| -------- | ---------------------------------------------- | -------- | ----------------------------------------------------- |
| 0左      | 臺南火車站（北站）－臺南火車站（北站）         | 統聯客運 | - 逆時針循環線（先經公園路）。                        |
| 0右      | 臺南火車站（南站）－臺南火車站（南站）         | 統聯客運 | - 順時針循環線（先經小東路）。                        |
| 2        | 崑山科大－安平白鷺灣社區                       | 府城客運 | - 部分班次繞駛復華里。 - 部分班次延駛至三鯤鯓、四草。 |
| 6        | 仁德轉運站－龍崗國小                           | 統聯客運 | - 部分班次延駛至統聯客運永康站。                      |
| 6區間車  | 臺南火車站－龍崗國小                           | 統聯客運 |                                                       |
| 10       | 臺南轉運站－鹿耳門天后宮                       | 統聯客運 |                                                       |
| 14       | 臺南火車站－慈濟高中                           | 府城客運 |                                                       |
| 19       | 原住民文化會館－大灣高中                       | 巨業交通 | - 平日部分班次延駛至台南海事。                        |
| 32       | 原住民文化會館－高鐵台南站                     | 巨業交通 |                                                       |
| 70左     | 永華市政中心（府前路）－永華市政中心（府前路） | 興南客運 | - 逆時針循環線（先經健康路）。                        |
| 70左     | 永華市政中心（府前路）－永華市政中心（府前路） | 興南客運 | - 順時針循環線（先經中華北路）。                      |
| 77       | 原住民文化會館－仁德轉運站                     | 巨業交通 |                                                       |
| 98       | 臺南轉運站－七股鹽山                           | 府城客運 |                                                       |
| 98區間車 | 臺南轉運站－觀夕平台                           | 府城客運 |                                                       |
| 雙層巴士 | 台南火車站（北站）－台南火車站（北站）         | 府城客運 | - 例假日行駛。 - 經赤崁樓、安平漁人碼頭、億載金城。   |
| H31      | 永華市政中心（府前路）－高鐵台南站             | 漢程客運 |                                                       |

### 公共自行車
臺南市YouBike 2.0於2023年2月23日正式營運，截至2025年7月18日於安平區內設置44處站點。

## 觀光旅遊

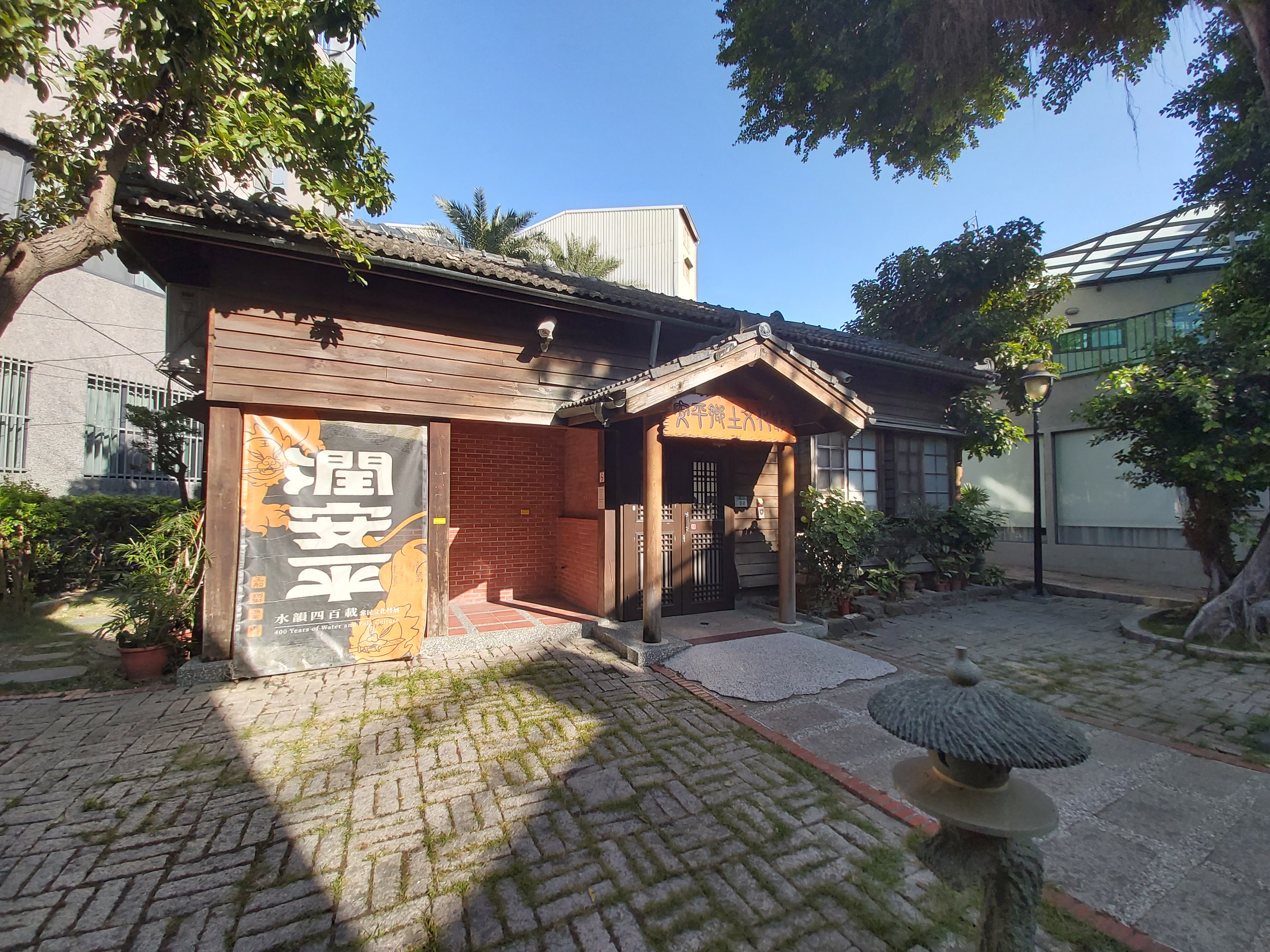
安平鄉土文化館，興建於1913年，為原安平尋常小學校校長宿舍

除國定古蹟安平古堡及億載金城外，還有其他如安平樹屋、海山館、安平小砲台、延平街古井、德記洋行、東興洋行、安平蚵灰窯文化館、夕遊出張所、運河博物館等古蹟，景點則有林默娘公園、漁人碼頭、札哈木原住民公園、碧海碼頭、港濱歷史公園和延平老街等，時有旅客或臺南市民到此休憩。而安平特色小吃則有蜜餞、蝦餅、蚵捲、蝦捲、蚵仔煎、豆花等。

### 古蹟
- 安平古堡（熱蘭遮城）
- 億載金城（二鯤鯓砲臺）
- 安平小砲臺
- 東興洋行
- 德記洋行（臺灣開拓史料蠟像館）
- 安平蚵灰窯暨附屬建築
- 延平街古井
- 海山館
- 安平盧經堂厝
- 安平海頭社魏宅
- 安平市仔街何旺厝
- 運河博物館
- 原臺灣總督府專賣局臺南支局安平分室（夕遊出張所）
- 原安平港導流堤南堤

### 休閒景點
- 安平老街（臺灣第一街）
- 安平樹屋
- 觀夕平台
- 山海圳綠道
- 臺南運河
- 二二八和平公園
- 札哈木原住民公園
  - 臺南市原住民創意中心（預計2023年底完工）
- 港濱歷史公園
  - 大魚的祝褔
  - 深海歷險趣
- 林默娘公園
- 1661臺灣船園區
- 安平定情碼頭—德陽艦園區
- 安平漁人碼頭
- 安平遊憩碼頭
- 漁光島

### 商圈市集
- 新永華夜市
- 安平市場

### 美食名產
- 烏魚子
- 酸梅湯
- 蝦捲
- 蝦仁肉圓
- 蝦仁扁食
- 劍獅餅
- 蜜餞
- 安平豆花
- 鮮蝦餅
- 花餅

## 友好城市
- 法國 贝济耶

## 外部連結
- 臺南市安平區公所 （页面存档备份，存于）
- 臺南市安平區戶政事務所 （页面存档备份，存于）
- 安平港國家歷史風景區| 台南旅遊網 （页面存档备份，存于）
- 2013安平魅力商圈官網(戀戀安平。魅力小鎮。安平旅遊)
- 臺南(台南)安平商圈大玩咖 行動觀光導覽（Android APP） （页面存档备份，存于）
- 臺南(台南)安平商圈大玩咖 行動觀光導覽（ios APP） （页面存档备份，存于）